# Bras de fer aux Jeux africains de 2023
Les compétitions de bras de fer des Jeux africains de 2023 se déroulent du 15 au 16 mars 2024 au Cedi Conference Centre à Accra, au Ghana. Le pays hôte remporte 41 médailles sur les 84 en jeu. 

## Médaillés

### Hommes
| Épreuves              | Or                              | Argent                             | Bronze                             |
| --------------------- | ------------------------------- | ---------------------------------- | ---------------------------------- |
| Bras gauche, - 55 kg  | Omar Said Omar Ibrahim (EGY)    | Daniel Acquah (GHA)                | Sanaa Abdul-Somed (GHA)            |
| Bras gauche, - 60 kg  | Mohamed Sherif Elmeligy (EGY)   | Henry Otoo (GHA)                   | Abdul Issahak (GHA)                |
| Bras gauche, - 65 kg  | Ali Mohamed Kassem (EGY)        | Isaac Amugi (GHA)                  | Idowu Abiodun Yinusa (NGA)         |
| Bras gauche, - 75 kg  | Godwin Sackey (GHA)             | Andria Joseph Gorege Jeha (EGY)    | Wisdom Abromekyi (GHA)             |
| Bras gauche, - 85 kg  | Mohamed Hassanin (EGY)          | Mostafa Salaheldin (EGY)           | Samuel Ifeanyi Nmeka (NGA)         |
| Bras gauche, - 90 kg  | Edward Asamoah (GHA)            | Patrick Wilson Miango Anzoye (CAF) | Issah Kunya (GHA)                  |
| Bras gauche, - 100 kg | Mohamed Abdelrahman (EGY)       | Derrick Kwakye Adu (GHA)           | Abel Stéphane Thésée (MRI)         |
| Bras gauche, + 100 kg | Mostafa Salaheldin (EGY)        | Wilhelm Ruan Bronkhorst (RSA)      | Teteh Jeannot Ocloo (TOG)          |
| Bras droit, - 55 kg   | Omar Said Omar Ibrahim (EGY)    | Daniel Acquah (GHA)                | Sanaa Abdul-Somed (GHA)            |
| Bras droit, - 60 kg   | Mohamed Sherif Elmeligy (EGY)   | Henry Otoo (GHA)                   | Sumaila Mujeeb (GHA)               |
| Bras droit, - 65 kg   | Ali Mohamed Kassem (EGY)        | Isaac Amugi (GHA)                  | Idowu Abiodun Yinusa (NGA)         |
| Bras droit, - 75 kg   | Andria Joseph Gorege Jeha (EGY) | Wisdom Abromekyi (GHA)             | Godwin Sackey (GHA)                |
| Bras droit, - 85 kg   | Mostafa Youssry (EGY)           | Mohamed Hassanin (EGY)             | Samuel Ifeanyi Nmeka (NGA)         |
| Bras droit, - 90 kg   | Edward Asamoah (GHA)            | Issah Kunya (GHA)                  | Patrick Wilson Miango Anzoye (CAF) |
| Bras droit, - 100 kg  | Mohamed Abdelrahman (EGY)       | Derrick Kwakye Adu (GHA)           | Wassoumanou N'Bamba (TOG)          |
| Bras droit, + 100 kg  | Mohamed Hassanin (EGY)          | Wilhelm Ruan Bronkhorst (RSA)      | Teteh Jeannot Ocloo (TOG)          |

### Femmes
| Épreuves             | Or                                        | Argent                            | Bronze                            |
| -------------------- | ----------------------------------------- | --------------------------------- | --------------------------------- |
| Bras gauche, - 55 kg | Elizabeth Mausi Zannu (NGA)               | Racheal Lankai (GHA)              | Mabel Yeboah (GHA)                |
| Bras gauche, - 60 kg | Blessed Abeka (GHA)                       | Phildaus Bukari (GHA)             | Eugenia Ntow (GHA)                |
| Bras gauche, - 65 kg | Emmanuella Marie-Rose Sourou Lalèyè (BEN) | Roselyn Lartey (GHA)              | Mary Quaye (GHA)                  |
| Bras gauche, - 70 kg | Sarah Ovayioza Matthew (NGA)              | Rashida Abass (GHA)               | Blessing Adebimpe Ogungbure (NGA) |
| Bras gauche, - 80 kg | Grace Minta (GHA)                         | Mariam Amuda (GHA)                | Ndidi Winifred (en) (NGA)         |
| Bras gauche, + 80 kg | Fatma Hussein Kamel Rezk (EGY)            | Mariam Kadri (GHA)                | Meri Prinsloo (RSA)               |
| Bras droit, - 55 kg  | Mabel Yeboah (GHA)                        | Racheal Lankai (GHA)              | Blessing Nnenna Chika (NGA)       |
| Bras droit, - 60 kg  | Blessed Abeka (GHA)                       | Eugenia Ntow (GHA)                | Phildaus Bukari (GHA)             |
| Bras droit, - 65 kg  | Emmanuella Marie-Rose Sourou Lalèyè (BEN) | Mary Quaye (GHA)                  | Naa Korkor Ackah (GHA)            |
| Bras droit, - 70 kg  | Sarah Ovayioza Matthew (NGA)              | Blessing Adebimpe Ogungbure (NGA) | Fayza Shaaban Abdrabou (EGY)      |
| Bras droit, - 80 kg  | Grace Minta (GHA)                         | Ndidi Winifred (en) (NGA)         | Perpetual Nunoo (GHA)             |
| Bras droit, + 80 kg  | Olubisi Gloria Oyewusi (NGA)              | Fatma Hussein Kamel Rezk (EGY)    | Mariam Kadri (GHA)                |

## Tableau des médailles
- Pays organisateur (Ghana)

| Rang              | Nation                    | Or | Argent | Bronze | Total |
| ----------------- | ------------------------- | -- | ------ | ------ | ----- |
| 1                 | Égypte                    | 14 | 4      | 1      | 19    |
| 2                 | Ghana                     | 8  | 19     | 14     | 41    |
| 3                 | Nigeria                   | 4  | 2      | 7      | 13    |
| 4                 | Bénin                     | 2  | 0      | 0      | 2     |
| 5                 | Afrique du Sud            | 0  | 2      | 1      | 3     |
| 6                 | République centrafricaine | 0  | 1      | 1      | 2     |
| 7                 | Togo                      | 0  | 0      | 3      | 3     |
| 8                 | Maurice                   | 0  | 0      | 1      | 1     |
| Total (8 nations) | Total (8 nations)         | 28 | 28     | 28     | 84    |